# 671. pehotni polk (Wehrmacht)
Za druge 671. polke glejte 671. polk.
671. pehotni polk (izvirno nemško Infanterie-Regiment 671) je bil eden izmed pehotnih polkov v sestavi redne nemške kopenske vojske med drugo svetovno vojno.

## Zgodovina
Polk je bil ustanovljen 1. marca 1942 kot polk 19. vala na vadbišču Beverloo (Belgija) preko AOK 15 iz osebja 579., 580. in 581. pehotnega polka ter dodeljen 371. pehotni diviziji.
15. oktobra 1942 je bil polk preimenovan v 671. grenadirski polk.